# 徳島赤十字ひのみね医療療育センター
徳島赤十字ひのみね医療療育センター（とくしませきじゅうじひのみねいりょうりょういくセンター）は、徳島県小松島市中田町にある日本赤十字社徳島県支部が運営している療育施設及び病院。旧徳島赤十字ひのみね総合療育センター（とくしませきじゅうじひのみねそうごうりょういくセンター）。

## 概要
徳島赤十字ひのみね総合療育センターには、18歳未満の医療型障害児入所施設と18歳以上の病院機能を有する社会福祉施設がある。また外来での診療・リハビリテーション医療の提供のほか、18歳未満の重症心身障がい児のための「児童発達支援ほっぷ」、発達障害児を対象のための「児童発達支援センターひのみね」、18歳以上の在宅障がい者のための「生活介護かがやき」がある。
併設施設の徳島赤十字障がい者支援施設ひのみねには、18歳以上の身体障がい者に対して、生活介護・施設入所支援を行っている。

## 沿革
- 2015年（平成27年） - ひのみね学園とひのみね療育園を統合して徳島赤十字ひのみね総合療育センターを新たに開設[2]。またひのみね療護園を徳島赤十字障がい者支援施設ひのみねに改称。
- 2023年（令和5年） - 徳島赤十字障がい者支援施設ひのみねを附属支援施設として統合し、徳島赤十字ひのみね医療療育センターに改称。[3]

## 診療科
- リハビリテーション科
- 小児科
- 神経小児科
- 整形外科
- 内科
- 精神科
- 歯科

## 交通
- JR牟岐線「中田駅」より車で約5分。